# Graduation
Graduation é o terceiro álbum de estúdio do rapper estadunidense Kanye West. O seu lançamento ocorreu em 10 de setembro de 2007, através das gravadoras Roc-A-Fella Records e Def Jam Recordings. O disco possui uma sonoridade inspirada pela música eletrônica e a maioria de suas músicas apresenta o uso de sintetizadores. Liricamente, as faixas são mais introspectivas do que as dos projetos anteriores de West, refletindo-se à análise própria e o ponto de vista ambivalente da fama. As gravações do projeto ocorreram entre os anos de 2005 e 2007 em estúdios nos Estados Unidos, sob a produção executiva de West e Kambyo "Hip Hop" Joshua, sendo que a produção do material ficou a cargo de West, Jon Brion, Warryn Campbell, Mike Dean, DJ Toomp, Eric Hudson, Brian Miller, Nottz, Patrick Reynolds, Gee Robertson e Plain Plat.

## Lançamento
Em 3 de agosto de 2005, enquanto estava apresentando uma festa para que convidados e fãs ouvissem seu segundo álbum de estúdio Late Registration (2005) nos Sony Music Studios, West revelou que queria lançar seu terceiro álbum de estúdio por volta de outubro de 2005.[83] Em 28 de março de 2007, West apareceu na rádio Power 106. Durante a sua participação, ele disse que estava trabalhando simultaneamente em seu terceiro disco e no sétimo álbum de estúdio de Common, Fiding Forever (2007), adicionando que rimava algumas letras de canções de seu álbum sem a ajuda de instrumentos.[84] Em 11 de maio seguinte, foi anunciado que Graduation seria lançado em 18 de setembro.[36] Quatro dias depois, West estreou "Can't Tell Me Nothing", primeiro single do material, na rádio nova-iorquina Hot 97.[85] Mais tarde, no dia 27, ele lançou na Internret uma mixtape grátis de mesmo nome.[86] O trabalho foi constituído de prévias de canções que iriam aparecer no disco e apresentou vários artistas que foram contratados pela gravadora de Kanye GOOD Music, bem como colaborações com outros músicos não contratados pela editora.[87] A mixtape também apresenta "Us Placers", o single de estreia de Child Rebel Soldier, um supergrupo que West formou com os produtores compatriotas Lupe Fiasco e Pharrell Williams.[86]
No final de maio, a Island Def Jam confirmou que Graduation seria lançado em uma data inespecífica entre os meses de agosto e setembro, cuja decisão West havia anunciado primeiramente na primeira faixa da mixtape Can't Tell Me Nothing.[88] Em 19 de julho seguinte, a data de lançamento foi mudada novamente, desta vez para 11 de setembro de 2007, a mesma data em que o rapper compatriota 50 Cent lançaria seu terceiro álbum de estúdio Curtis (2007) nos Estados Unidos.[89] Quando apresentou pela primeira vez o fato de sua gravadora mudar novamente o lançamento do álbum, bem como a ideia de uma corrida de vendas entre ele e 50 Cent, West, em primeira instância, expressou sua indiferença sobre o pensamento, dizendo: "Quando eu ouvi aquilo sobre o debate, pensei que era a coisa mais estúpida. Quando meu álbum é lançado e o de 50 Cent também, todos vencem porque vão ter um pouco de música boa ao mesmo tempo". [90] Entretanto, o então presidente e diretor executivo da Def Jam, o também rapper Jay-Z iniciou uma espécie de "competição", sentindo que isto seria próspero para o hip hop, com a data tornando-se permanente.[91]

## Capa e encarte
Para a direção artística de Graduation, bem como a concepção da capa do disco e seus singles correspondentes, West colaborou com o artista contemporâneo japonês Takashi Murakami. Often chamou "o [[Andy Warhol|Andy [Warhol]]] do Japão"; o visual artístico surreal de Murakami é caracterizado por criaturas de desenho animado que aparecem de forma amigável e alegre à primeira vez, mas que possuem tons obscuros e torcidos. A colaboração entre os dois surgiu depois que West visitou o estúdio Kaikai Kiki, de Murakami, em Roppongi Hills, durante uma breve viagem à Tóquio, Japão, enquanto estava em turnê. A capa do álbum expressa uma imagem de cor pastel, influenciada pela filiação de Murakami com a superflat, um movimento artístico pós-moderno influenciado pelo manga e o anime. Seu processo de produção ocorreu durante diversas semanas, ao passo em que West constantemente visualizava e planejava novas imagens e concebia suas ideias para Murakami e sua equipe. Aprimorando o tema educacional expressado nos materiais anteriores do rapper, a trama apresentada nas imagens contidas no encarte do disco trata de uma cerimônia de formatura que acontece em uma instituição educacional fictícia, situada em uma metrópole futurista chamada Universe City. Em entrevista à publicação Entertainment Weekly, Murakami explicou a metáfora por trás da capa, dizendo o seguinte:
| “ | A capa é baseada nos temas de West sobre a vida estudantil. Escola. É um lugar de sonhos, de justiça, um local para se divertir. Ocasionalmente, também é um lugar em que você experimente o rígido dogma da corrida humana. Juntos, os arranhões sentimentais e agressivos da música de Kanye [são] como lixa, e ele usa seus ritmos para soltar esse tornado que gira com os espíritos de época. Eu também queria ser arrastado e girar nesse tornado. | ” |

A narrativa da capa centraliza-se em "Dropout Bear", um antropomórfico urso de pelúcia que serve como o "mascote" de West. As imagens caracterizam Dropout Bear atravessando vários obstáculos para chegar ao seu colégio a tempo de sua cerimônia de formatura. A história inicia-se com Dropout sendo acordado por seu despertador e saindo de seu apartamento para o seu carro, sendo modelado após uma máquina do tempo DeLorean. Quando o carro para de funcionar, ele é forçado a encontrar novos meios de transporte. Dropout então tenta tomar um táxi, que acaba passando direto e molha-o. Dropout então tenta entrar em um metrô, mas acaba perdendo-o. Sem outras opções, Dropout decide ir para a cerimônia a pé. Conforme ele anda por calçadas povoadas por cogumelos com diversos olhos, Dropout é perseguido por uma nuvem chuvosa que tenta engoli-lo. Finalmente, ele consegue chegar na universidade e fazer seu discurso de encerramento na frente de seus colegas, uma grande variedade de criaturas antropomórficas como ele. A história conclui-se com Dropout Bear sendo transportado da universidade para o céu, cuja imagem pode ser vista na contracapa do disco. A capa de Graduation foi classificada como a quinta melhor do ano pela revista musical Rolling Stone. O conceito da história foi transformado em realidade por Murakami através do uso da animação cel shading dentro do vídeo musical de "Good Morning".

## Lista de faixas
| N.º            | Título                             | Compositor(es)                                                                                 | Produtor(es)                    | Duração |  |
| 1.             | "Good Morning"                     | Kanye West Bernie Taupin Elton John                                                            | K. West                         | 3:15    |  |
| 2.             | "Champion"                         | K. West Donald Fagen Walter Becker                                                             | K. West Brian Miller            | 2:47    |  |
| 3.             | "Stronger"                         | K. West Guy-Manuel de Homem-Christo Thomas Bangalter Edwin Birdsong                            | K. West Mike Dean               | 5:11    |  |
| 4.             | "I Wonder"                         | K. West Labi Siffre                                                                            | K. West                         | 4:03    |  |
| 5.             | "Good Life" (com T-Pain)           | K. West Aldrin Davis Faheem Najm James Ingram Quincy Jones                                     | K. West DJ Toomp Dean           | 3:27    |  |
| 6.             | "Can't Tell Me Nothing"            | K. West Aldrin Davis                                                                           | K. West Toomp                   | 4:30    |  |
| 7.             | "Barry Bonds" (com Lil Wayne)      | K. West Dominick Lamb Dwayne Carter Felix Pappalardi John Ventura Leslie West Norman Landsberg | Nottz K. West                   | 3:24    |  |
| 8.             | "Drunk and Hot Girls" (Mos Def)    | K. West H. Schuering Irmin Schmidt Jaki Liebezeit Kenji Suzuki Michael Karoli                  | K. West Jon Brion               | 5:13    |  |
| 9.             | "Flashing Lights" (com Dwele)      | K. West Eric Hudson                                                                            | K. West Hudson                  | 3:57    |  |
| 10.            | "Everything I Am" (com DJ Premier) | K. West Carlton Ridenhour Eric Sadler George Clinton Hank Shocklee Prince Phillip Mitchell     | K. West                         | 3:47    |  |
| 11.            | "The Glory"                        | K. West Dante Smith Pappalardi Ventura Laura Nyro L. West Norman Landsberg                     | K. West Gee Robertson Plain Pat | 3:32    |  |
| 12.            | "Homecoming"                       | K. West Chris Martin Warryn Campbell                                                           | K. West Campbell                | 3:23    |  |
| 13.            | "Big Brother"                      | K. West Davis                                                                                  | Toomp                           | 4:47    |  |
| Duração total: | Duração total:                     | Duração total:                                                                                 | Duração total:                  | 51:12   |  |

| Faixa bônus digital |                                         |                                               |                |         |  |
| N.º                 | Título                                  | Compositor(es)                                | Produtor(es)   | Duração |  |
| 14.                 | "Good Night" (com Al Be Back e Mos Def) | K. West William Anthony Maragh Ewart Beckford | K. West        | 3:23    |  |
| Duração total:      | Duração total:                          | Duração total:                                | Duração total: | 54:18   |  |

| Faixas bônus da edição britânica |                                         |                                          |                |         |  |
| N.º                              | Título                                  | Compositor(es)                           | Produtor(es)   | Duração |  |
| 14.                              | "Good Night" (com Al Be Back e Mos Def) | K. West                                  | K. West        | 3:23    |  |
| 15.                              | "Stronger" (A-Trak Remix)               | K. West Homem-Christo Bangalter Birdsong | K. West Dean   | 4:47    |  |
| Duração total:                   | Duração total:                          | Duração total:                           | Duração total: | 58:52   |  |

| Faixas bônus da edição japonesa |                                         |                    |                |         |  |
| N.º                             | Título                                  | Compositor(es)     | Produtor(es)   | Duração |  |
| 14.                             | "Good Night" (com Al Be Back e Mos Def) | K. West            | K. West        | 3:23    |  |
| 15.                             | "Bittersweet Poetry" (com John Mayer)   | K. West John Mayer | K. West        | 4:47    |  |
| Duração total:                  | Duração total:                          | Duração total:     | Duração total: | 58:19   |  |

Créditos de demonstrações
- "Good Morning" contém demonstrações de "Someone Saved My Life Tonight", escrita por Bernie Taupin e Elton John e interpretada pelo último.
- "Champion" apresenta elementos de "Kid Charlemagne", escrita por Walter Becker e Donald Fagen e cantada por Steely Dan.
- "Stronger" interpola demonstrações de "Harder, Better, Faster, Stronger", escrita por Guy-Manuel de Homem-Christo e Thomas Bangalter e cantada por Daft Punk.
- "I Wonder" apresenta demonstrações de "My Song", escrita e interpretada por Labi Siffre.
- "Good Life" contém demonstrações de "P.Y.T. (Pretty Young Thing)", escrita por James Ingram e Quincy Jones e interpretada por Michael Jackson.
- "Barry Bonds" contém demonstrações de "Long Red", escrita por Leslie West, Felix Pappalardi, John Ventura e Norman Landsberg e cantada pelo primeiro.
- "Drunk and Hot Girls" apresenta elementos de "Sing Swan Song", escrita por H. Schuering, Irmin Schmidt, Jaki Liebezeit, Kenji Suzuki e Michael Karoli e interpretada por Can.
- "Everything I Am" contém elementos de "If We Can't Be Lovers", escrita e cantada por Prince Phillip Mitchell e de "Bring the Noise", escrita por Carlton Ridenhour, Eric Sadler, George Clinton e Hank Shocklee e interpretada por Public Enemy.
- "The Glory" contém interpolações de "Save the Country", escrita por Dante Smith e Laura Nyro e interpretada por Nyro, e de "Long Red", escrita por Leslie West, Pappalardi, Ventura e Landsberg e cantada pelo primeiro.
- "Good Night" apresenta demonstrações de "Nuff Man a Dead", escrita e interpretada por Super Cat, e de "Wake The Town", escrita e cantada por U-Roy.
- "Bittersweet Poetry" interpola "Bittersweet", escrita por General Johnson, Eddie Custis, Harrison Kennedy, Danny Woods, Darryl Johnson e Richard (Riche' Rich) Figueroa e interpretada por Chairmen of the Board.

## Créditos
Lista-se abaixo os profissionais envolvidos na elaboração de Graduation, de acordo com o encarte do disco:
| - Kanye West: produção executiva, vocalista principal, produção - Lil Wayne: vocalista participante - Mos Def: vocalista participante - T-Pain: vocalista participante - Dwele: vocal participante - DJ Premier: artista participante - Jay-Z: vocalista - Chris Martin: vocalista - Connie Mitchell: vocalista - Tanya Herron: vocalista - John Legend: vocalista de apoio - Ne-Yo: vocalista de apoio - Jamaal Stanford Williams: vocalista de apoio - Jehireh Williams: vocalista de apoio - Daphne Chen: violino - Eric Gorfain: violino - Luigi Mazzocchi: violino - Charles Parker: violino - Igor Szwec: violino - Emma Kummrow: violino - Olga Konopelsky: violino - Gloria Justen: violino - Peter Nocella: viola - Leah Katz: viola - Alexandra Leem: viola - Alma Fernandez: viola - Mike Dean: teclados, arranjo, engenharia, guitarra, mixagem, produção, cordas - Jon Brion: teclados, percussão, produção - Darryl Beaton: teclados - Andy Chatterly: teclados - Chris Rob: teclados - Richard Dodd: violoncelo - John Krovoza: violoncelo - Jennie Lorenzo: violoncelo - Vlado Meller: masterização | - Nottz Raw: engenharia - Tony Rey: engenharia - Seiji Sekine: engenharia - Greg Koller: engenharia - Bruce Buechner: engenharia - Andrew Dawson: engenharia, mixagem - Anthony Kilhoffer: engenharia, mixagem - Anthony Palazzole: assistência de engenharia - Andy Marcinkowski: assistência de engenharia - Richard Reitz: assistência de engenharia - Jared Robbins: assistência de engenharia - Kengo Sakura: assistência de engenharia - Bram Tobey: assistência de engenharia - Matty Green: assistência de engenharia - Nate Hertweck: assistência de engenharia - Jason Agel: assistência de engenharia - Tracey Waples: divulgação - Al Brancch: divulgação - Takashi Murakami: capa - Carol Corless: produção de encarte - Eric Hudson: música, produção - Warryn Campbell: produção - Larry Gold: arranjo de cordas, regência de cordas - Rosie Danvers: arranjo de cordas - Sandra Campbell: coordenadoria de projeto - Sean Cooper: design sonoro - Tommy D: produção - Omar Edwards: piano, sintetizador, baixo de sintetizador - Terese Joseph: A&R - Kyambo Joshua: produção executiva - Manny Marroquin: mixagem - Kazuhiro Mizuno: design - Tim Resler: baixo - Patrick "Plain Pat" Reynolds: A&R, produção - Timbaland: programação de bateria, programação |

## Desempenho nas tabelas musicais
| Tabela musical (2007-12)                                      | Melhor posição |
| ------------------------------------------------------------- | -------------- |
| Alemanha (Media Control Charts)                               | 10             |
| Austrália (ARIA Charts)                                       | 2              |
| Áustria (Ö3 Austria Top 40)                                   | 26             |
| Bélgica (Ultratop 50 de Flandres)                             | 11             |
| Canadá (Canadian Albums Chart)                                | 1              |
| Dinamarca (Tracklisten)                                       | 10             |
| Estados Unidos (Billboard 200)                                | 1              |
| Estados Unidos (Billboard R&B/Hip-Hop Albums)                 | 1              |
| Estados Unidos (Billboard Rap Albums)                         | 1              |
| Finlândia (IFPI Finlândia)                                    | 16             |
| França (Syndicat National de l'Edition Phonographique)        | 9              |
| Hungria (Magyar Hanglemezkiadók Szövetsége)                   | 37             |
| Irlanda (Irish Recorded Music Association)                    | 2              |
| Itália (Federazione Industria Musicale Italiana)              | 33             |
| Japão (Oricon)                                                | 13             |
| Noruega (VG-lista)                                            | 2              |
| Nova Zelândia (Recording Industry Association of New Zealand) | 2              |
| Países Baixos (MegaCharts)                                    | 11             |
| Portugal (Associação Fonográfica Portuguesa)                  | 30             |
| Reino Unido (UK Albums Chart)                                 | 1              |
| Suécia (Sverigetopplistan)                                    | 6              |
| Suíça (Schweizer Hitparade)                                   | 3              |
| União Europeia (European Top 100 Albums)                      | 3              |

| Tabela musical (2007)                         | Melhor posição |
| --------------------------------------------- | -------------- |
| Estados Unidos (Billboard 200)                | 12             |
| Estados Unidos (Billboard R&B/Hip-Hop Albums) | 4              |
| Estados Unidos (Billboard Rap Albums)         | 2              |

## Histórico de lançamentos
| Região         | Data                   |
| -------------- | ---------------------- |
| Irlanda        | 7 de Setembro de 2007  |
| Reino Unido    | 10 de Setembro de 2007 |
| Estados Unidos | 11 de Setembro de 2007 |